# Граничне
Граничне (словац. Hraničné) — село, община в округе Стара Любовня, Прешовский край, Словакия. Расположен в северо-восточной части Словакии на Любовнянской возвышенности в долине потока Предельная, левого притока Попрада.
Впервые упоминается в 1342 году.
В селе есть деревянный римо-католический костел построенный в 1785 году, национальная культурная достопримечательность.

## Население
| Год:                | 1994 | 2004     | 2014     | 2024    |
| ------------------- | ---- | -------- | -------- | ------- |
| Количество человек: | 255  | 219      | 187      | 177     |
| Разница:            |      | −14,11 % | −14,61 % | −5,34 % |

Национальный состав населения (по данным последней переписи населения — 2001 год):
- словаки — 99,57%
- поляки — 0,43%

Состав населения по принадлежности к религии состоянию на 2001 год:
- римо-католики — 82,68%
- греко-католики — 17,32%